# 이상윤 (야구인)
이상윤 (李相潤, 1960년 12월 21일 ~ )은 KBO 리그 해태 타이거즈의 투수였다. 우투우타로, 세계 청소년 야구 선수권 대회 준우승의 주역으로  베스트 10에 우완 투수로 뽑힌 해태 타이거즈 초창기의 최고 에이스였다. '원자탄'이라는 별명을 가질 정도로 당시 시속 145km를 넘나드는 강속구에 제구력도 뛰어나 선동열이 입단하기 전까지 해태의 초대에이스였으며 본인이 다닌 동신중학교 측에서 이 학교와 같은 재단인 동신고등학교 진학을 원했으나 광주일고 진학을 선택했고 이 과정에서 동신고가 강력하게 반발하여 동신고 야구부는 1975년 말 해체됐으며 중학교 때 포수, 고등학교 1학년 때 3루수로 활약했지만  고등학교 2학년 때 강한 어깨를 인정받아  투수로 전향했다.

1983년 해태 타이거즈 첫 우승 당시 20승(13선발승)을 거두고도, 장명부(30승)(28선발승)에게 밀려 2위를 하였는데 전반기의 오버페이스, 후반기의 체력조절도 하나의 이유였으며(장명부(28선발승) 김시진(14선발승)에 이어 선발승 3위) 이 해의 무리 탓인지 팔을 보호하기 위해 오른팔에 깁스를 하여 다음 해에 10승(4선발승)으로 추락했고 1985년에는 아예 1승도 올리지 못했다.
역대 20승 투수 중 다승부분 타이틀을 획득하지 못한 선수는 이상윤이 유일하며 이후 1986년 10선발승으로 재기에 성공하여   80년대 초중반 김용남과 함께 타이거즈를 대표하는 투수에 올랐고, 1989년 시즌을 끝으로 은퇴하였는데 1987년에는 무릎수술  후유증과 팔꿈치 부상에 시달려 2승(모두 선발)으로 추락했으나   1988년 시즌에는 마지막 불꽃을 불태우며 16승(13선발승으로 윤학길과 선발승 공동 2위) 6패, 평균자책 2.89를 기록하며 선동렬(16승(9선발승) 5패)과 함께 쌍두마차로 해태의 통합우승 및 3연패에 크게 기여했다.

그 뒤, 1990년부터 2000년까지 해태 타이거즈에서 투수코치를 역임했다가 2001년부터 같은 팀(후반기부터 KIA)에서 수석코치를 맡았으며 2000년 말 3년 계약으로 부임했던 김성한 감독이 2년 연속 포스트시즌 진출(2002년부터) 공로를 인정받아 2003년 시즌 후 2년 재계약하자 투수코치로 복귀했다.
하지만, 김성한 감독이 성적부진으로 2004년 시즌 중 도중하차한 데다 같은 해 말 유남호 감독이 부임하면서 생긴 개편에 따라 팀을 떠나 삼성 라이온즈 2군 투수코치로 자리를 옮겼으나  2군 운영에 변화를 주기 위한 삼성 측의 판단 아래 2005년 말 팀을 떠났으며   현재는 광주에서 마트사업을 하고 있다.

## 학교
- 광주서림초등학교
- 광주동신중학교
- 광주제일고등학교
- 한양대학교 (중퇴)

## 지도자 경력
- 해태 타이거즈
  - 1990년, 1월 14일: 정식 코치 계약 (계약금 1,000만 원, 연봉 2,200만 원)

## 통산 기록
한국시리즈 우승 4차례- 1983, 1986, 1987, 1988
| 연도 | 소속  | 평균 자책 | 경기 | 승리 | 패전 | 세이브 | 이닝    | 피안타 | 사사구 | 탈삼진 | 실점 | 자책점 |
| ---- | ----- | --------- | ---- | ---- | ---- | ------ | ------- | ------ | ------ | ------ | ---- | ------ |
| 1982 | 해태  | 3.88      | 23   | 7    | 5    | 0      | 102     | 87     | 64     | 58     | 51   | 44     |
| 1983 | 해태  | 2.67      | 46   | 20   | 10   | 6      | 229 1/3 | 181    | 99     | 178    | 83   | 68     |
| 1984 | 해태  | 2.85      | 40   | 10   | 13   | 8      | 211 2/3 | 186    | 83     | 128    | 75   | 67     |
| 1985 | 해태  | 10.80     | 2    | 0    | 2    | 0      | 5       | 9      | 3      | 2      | 6    | 6      |
| 1986 | 해태  | 2.97      | 21   | 10   | 5    | 0      | 115     | 91     | 54     | 47     | 45   | 38     |
| 1987 | 해태  | 4.93      | 12   | 2    | 4    | 0      | 42      | 46     | 20     | 13     | 26   | 23     |
| 1988 | 해태  | 2.89      | 30   | 16   | 6    | 0      | 137     | 98     | 79     | 55     | 56   | 44     |
| 1989 | 해태  | 16.20     | 1    | 0    | 1    | 0      | 1 2/3   | 4      | 2      | 1      | 3    | 3      |
| 통산 | 8시즌 | 3.13      | 175  | 65   | 46   | 14     | 843 2/3 | 702    | 404    | 482    | 345  | 293    |

## 참고 문서
'천하무적' 해태타이거즈 '올드보이'들의 현주소/신동아(050113)|작성자 energy